# Adnan Bašić
Adnan Bašić (Zavidovići, 12. travnja 1968. ) je bosanskohercegovački rukometni trener i bivši rukometaš. 
Još kao igrač ovog kluba bio je trener juniorske ekipe s kojom je bio prvi prvak BiH u sezoni 1995./96.
Od aktivnog igranja oprostio se 2003. godine a iste te godine postavljen je za trenera RK Krivaja. Višu trenersku školu završio je u Banjoj Luci 2004. godine. Dvije godine poslije dobio je međunarodni rukometni trenerski certifikata uspjehom je trenirao RK Krivaja od 2003 do 2014 godine. U tom periodu Krivaja je dala veliki broj reprezentativaca za selekciju BIH i to Dado Ridjic, Adnan Jaškić, Edin Bašić, Nermin Bašić, Ajdin Đerzić, Deni Velić, Amir Alić, Ivan Divković, Isak Omerčević, Jasmin Hadzihasić, Haris Bašić, Eldar Mehić, Edin Sinanović, Ajdin Smajilbegović. U tom periodu u Krivaji su igrali igrači koji nisu Zavidovićani al su takodje pozvani u selekciju BIH a to su Rasim Demirović, Kadić.,Kerezović, Begagić, Benjo Čickušić, Sakib Omerović, Sidik Omerović. 

## Vanjske poveznice
- Adnan Bašić na stranici EHF-a  Arhivirana inačica izvorne stranice od 4. siječnja 2014. (Wayback Machine)